# Râul Baciu, Gârbău
Râul Baciu este un afluent al râului Gârbăul Mare. 

## Hărți
- Harta Județului Brașov
- Harta Munților Postăvaru  Arhivat în 3 august 2008, la Wayback Machine.